# چاه رضائی
چاه رضائی، روستایی از توابع بخش یونسی شهرستان بجستان در استان خراسان رضوی ایران است.

## جمعیت
این روستا در دهستان سردق قرار داشته و براساس سرشماری مرکز آمار ایران در سال ۱۳۹۰، جمعیت آن زیر سه خانوار بوده‌است.